# Tristão Vaz Teixeira
Tristão Vaz Teixeira (ca. 1395 - Silves, 1480) fou un mariner i explorador portuguès, de la casa de l'Infant Enric el Navegant, a qui va acompanyar a Ceuta i Tànger.

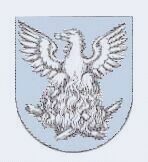
Escut d'armes de Tristão Vaz Teixeira

Junt a João Gonçalves Zarco reconegueren l'arxipèlag de Madeira el 1418, suposant que havien estat arrossegats fins a l'illa de Porto Santo, quan es preparaven per explorar la costa africana per arribar fins a la Guinea, en un viatge a instàncies de l'Infant Enric. De tornada a Portugal els navegants convenceren l'Infant Enric dels avantatges d'establir-se a l'illa de manera permanent, tornant a ella acompanyats per Bartolomeu Perestrelo, portant cereals i conills.
Confirmant una situació de fet, l'Infant li concedí la capitania de Machico, amb carta de donació d'11 de maig de 1440. Posteriorment organitzà diverses expedicions per les costes africanes. Per abús d'autoritat fou desterrat de la seva jurisdicció, a la qual tornà perdonat el 1452.
Es casà amb Branca Teixeira, amb qui tingué 12 fills.